# Kanton Carmaux-Sud
Kanton Carmaux-Sud is een voormalig kanton van het Franse departement Tarn. Kanton Carmaux-Sud maakte deel uit van het arrondissement Albi. Het werd opgeheven bij decreet van 17 februari 2014 met uitwerking op 22 maart 2015.

## Gemeenten
Het kanton Carmaux-Sud omvatte de volgende gemeenten:
- Blaye-les-Mines
- Carmaux (deels, hoofdplaats)
- Labastide-Gabausse
- Taïx